# Kvantové číslo

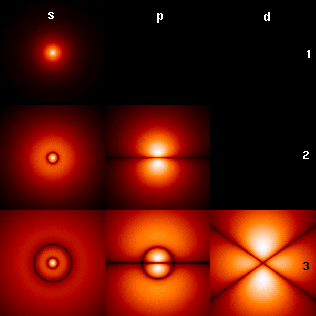
Orbitaly ve vodíkovém atomu: svisle roste hlavní kvantové číslo, zleva doprava roste vedlejší kvantové číslo

Kvantová čísla jsou čísla, kterými se v kvantové mechanice popisují vlastnosti určitých částic v systému; každé číslo odpovídá jedné zachovávané veličině. Nejčastějším použitím kvantových čísel je popis elektronů a jejich orbitalů v atomovém obalu, například v chemii.
Kvantové číslo je charakteristikou kvantového stavu.

## Počet kvantových čísel systému
Počet kvantových čísel, které charakterizují systém, je závislý na konkrétním systému. Charakteristikou tohoto systému je jeho hamiltonián {\displaystyle {\hat {H}}}. Jedno kvantové číslo odpovídá energii (tzn. vlastní číslo tohoto hamiltoniánu), dále pak existuje jedno další kvantové číslo pro každý operátor, který s hamiltoniánem komutuje (bere se sada vzájemně nezávislých operátorů, kterých však může být více, proto lze jeden systém popsat několika různými sadami kvantových čísel).
Jelikož kvantové číslo charakterizuje systém, lze jej také formulovat jako zákon zachování charakteristiky popisované kvantovým číslem. Počet kvantových čísel tak odpovídá počtu zachovávaných hodnot. Kvantová čísla tedy také popisují různé symetrie daného systému.

## Elektron v atomu
Zřejmě nejdůkladněji analyzovaným případem kvantového systému je jediný elektron v atomu jako základní, nejjednodušší model. V tomto případě je potenciál sféricky symetrický a kromě energie komutují operátory pro kvadrát momentu hybnosti, jednu libovolnou komponentu momentu hybnosti a spin, systém je tedy popsán čtyřmi kvantovými čísly. Za tato čísla se tradičně berou následující:
- Hlavní kvantové číslo (značí se {\displaystyle n}), které vyjadřuje vlastní hodnotu hamiltoniánu bez kvadrátu momentu hybnosti. Závisí proto (v tomto modelu) pouze na vzdálenosti mezi elektronem a jádrem. S rostoucím {\displaystyle n} se tato vzdálenost zvyšuje, takže rostoucí hlavní kvantové číslo označuje zvětšující se tzv. slupky (číslované zpravidla 1, 2, 3, …, někdy se však používají i písmena K, L, M, …).
- Vedlejší kvantové číslo (značí se {\displaystyle l}) vyjadřuje velikost momentu hybnosti: pro hodnoty {\displaystyle l=0,1,2,\ldots ,n-1} je velikost momentu hybnosti {\displaystyle J^{2}=l(l+1)\hbar ^{2}}. Toto číslo popisuje tvar orbitalu, zejména v chemii se místo čísel označuje malými písmeny (s, p, d, f, dále případně g, h, …)
- Magnetické kvantové číslo (značí se {\displaystyle m}) popisuje libovolnou složku momentu hybnosti (projekci momentu hybnosti do libovolně zvolené osy): {\displaystyle J_{z}=m\hbar } pro {\displaystyle -l\leq m\leq l}. Popisuje tedy prostorovou orientaci orbitalu (kromě číslování se někdy značí řeckými písmeny {\displaystyle \ldots ,-\delta ,-\pi ,\sigma ,\pi ,\delta ,\varphi ,\gamma ,\eta ,\ldots }).
- Spinové kvantové číslo (značí se {\displaystyle s} nebo {\displaystyle m_{s}}) popisuje projekci spinu konkrétního elektronu do libovolné osy: {\displaystyle S_{z}=s\hbar }. Obecně může nabývat hodnot {\displaystyle -S,-S+1,\ldots ,S-1,S}. Jelikož elektron má spin ½ (viz též Diracova rovnice), existují u něj pouze dvě možné hodnoty spinového kvantového čísla: −½ a +½. Na rozdíl od předchozích už toto číslo nepopisuje orbital, ale přímo elektron v orbitalu (v atomu mohou být dva elektrony sdílející orbital a lišící se pouze právě spinovým kvantovým číslem).

## Elementární částice
U každé elementární částice lze popsat mnoho vlastností charakterizovaných kvantovými čísly. Tato čísla lze rozdělit do dvou základních skupin: jedna skupina kvantových čísel popisuje vnější (časoprostorové) symetrie dané částice, druhá popisuje vnitřní symetrie.
Mezi typická čísla popisující časoprostorové symetrie patří například spin (odpovídající rotační symetrii), prostorová, nábojová a časová parita (viz též Poincarého grupa).
Vnitřní symetrie částic popisují kvantová čísla jako například leptonové a baryonové číslo, elektrický náboj, případně další zvláštně nazývané charakteristiky jako podivnost, vůně atd.
Kvantová čísla se v mnoha situacích zachovávají, tzn. při reakci dvou elementárních částic je celkové kvantové číslo soustavy před reakcí i po reakci stejný. Celkové kvantové číslo se zpravidla získá jako součet kvantových čísel jednotlivých složek, ale existují tzv. multiplikativní kvantová čísla (parity; jsou jimi čísla vyjadřující symetrie grupy {\displaystyle \mathbb {Z} _{2}}), u kterých je celkové číslo rovno součinu jednotlivých čísel.